# Asomatianos Tzamplakon
Asomatianos Tzamplakon (en grec : Ἀσωματιανός Τζαμπλάκων) est un aristocrate et un amiral byzantin du XIVe siècle qui agit en tant que mégaduc lors de la guerre byzantino-génoise de 1348-1349.

## Biographie
La famille des Tzamplakon est une riche famille aristocratique lors de la moitié du XIIIe siècle. Le grand-père d'Asomatianos atteint le grade élevé de domestique des Scholes à cette époque. Alexis Tzamplakon, le père d'Asomatianos, atteint aussi des postes importants à la cour impériale. Les frères d'Asomationos (Démétrios et Arsène) atteignent également des postes élevés lors de cette période.
Asomatianos apparaît dans les sources en 1348 comme mégaduc. Il a pour mission de reconstruire une flotte pour combattre la colonie génoise de Galata lors de la guerre byzantino-génoise. Il dirige la flotte avec Phakéolatos en février 1348 contre la flotte génoise, mais l'inexpérience des équipages entraîne l'abandon des navires lorsqu'un coup de vent frappe la flotte. Tzamplakon survit mais meurt peu après, avant 1356.